# Sabran
Sabran ist eine französische Gemeinde mit 1596 Einwohnern (Stand 1. Januar 2022) im Département Gard in der Region Okzitanien; sie gehört zum Arrondissement Nîmes und zum Kanton Bagnols-sur-Cèze.

## Geografie
Das Gemeindegebiet liegt westlich von Bagnols-sur-Cèze am Ufer des Flusses Cèze. Es umfasst neben dem Hauptort Sabran sieben Weiler, wovon Carmes, Colombier, Combe und Donnat in der Ebene des Flusses liegen. Cadignac, Charavel und Mégier befinden sich hingegen auf einem Hochplateau, während Sabran selbst in einer Scharte zwischen den umliegenden Hügeln gelegen ist.
Die Nachbargemeinden von Sabran sind Saint-Michel-d’Euzet und Saint-Gervais im Norden, Bagnols-sur-Cèze im Osten, Tresques im Südosten, Saint-Pons-la-Calm und Cavillargues im Süden und Saint-Marcel-de-Careiret, Saint-André-d’Olérargues und La Roque-sur-Cèze im Westen.

## Sehenswürdigkeiten
Auf dem Gebiet der Gemeinde befinden sich insgesamt sechs Kirchen und Kapellen.
- Burgruine Sabran (11. Jahrhundert)
- Kommende der Tempelritter in Boussargues mit der Kapelle Saint-Symphorien de Boussargues
- Kapelle Saint-Julien-de-Pistrin (12. Jahrhundert)
- Kapelle von Sabran (12. Jahrhundert)[1]

## Bevölkerungsentwicklung
| Jahr      | 1962 | 1968 | 1975 | 1982 | 1990 | 1999 | 2007 | 2017 |
| Einwohner | 861  | 1006 | 1108 | 1243 | 1437 | 1683 | 1724 | 1674 |